# Криви Рог
Криви Рог (укр. Кривий Ріг, рус. Кривой Рог) је највећи град у централној Украјини и 8. град по броју становника у земљи; 2. највећи град у земљи по површини (не рачунајући Севастопољ). Лежи у великом урбаном подручју и служи као административни центар Криворошког округа. У њему се налази администрација Криворошке градске заједнице, једне од украјинских заједница. Становништво према процени износи 568.172.
Смештен на ушћу река Саксахан и Ингулец, Криви Рог је био главно насеље током већег дела своје историје. Основали су га као поштанску станицу 1775. године Запорошки козаци. Развијено као војно насеље до 1860. године, чинило је део Херсонске губерније. Инкорпориран је током 20. века са областима Јекатеринослава. Насеље је почело да се шири запањујућом брзином почетком 1880-их. Урбанизација Кривог Рога била је непланска и подстакнута експлоатацијом рударства. Француске и енглеске инвестиције допринеле су наглом развоју металургије, рударству гвожђа, и истраживању богатих налазишта гвоздене руде. Катарининска железница изграђена је 1884. за транспорт гвоздене руде у Донбас. Ово је катализовало прерастање Кривог Рога у велики индустријски град; статус града добија 1919. године.
Национализација и инвестиције које су подстицале совјетске власти довеле су до екстензивног раста. Године 1934. изграђен је Криворижстал, прва од више од 500 фабрика. Овде је основан Национални универзитет Криви Рог. У финансијском смислу, послератни раст града након нацистичке окупације порастао је након 1965. због економских реформи. Такође, инвестиције подстакнуте независности Украјине, институција тржишне економије довела је до обимне регенерације, посебно у центру града.
Од 2016. Криви Рог је вероватно главни град у индустрији челика у источној Европи. То је велики, глобално важан центар рударске и металуршке регије, познатог као Кривбас.

## Географија
Смештен 415 km (258 mi) јужно од Кијева, град се простире на 126 км од севера ка југу, паралелно са налазиштима руде. Центар града је на источној обали реке Ингулец, у близини њеног ушћа у реку Саксахан. Географске карактеристике Кривог Рога биле су веома утицајне у његовом раном развоју као индустријског града.
Град је смештен у валовитој степској земљи окружен пољима сунцокрета и жита. На малој удаљености источно од центра града, налази се подручје дуж малог језера где су се таложиле глечерске громаде. Као резултат тога, ова област никада није била култивисана и садржи једну од ретких преосталих делова дивље степске вегетације у овој области. Еколошка и грађевинска безбедност града је све већи проблем због напуштених рудника и загађеног отпада од прераде руде. Према Научно-хигијенском центру Украјине, град је због ових проблема једно од најнеповољнијих места за живот у Украјини.

### Клима
Криви Рог има суву топлу континенталну климу (Dfa) према Кепеновом систему класификације климе, као и већи део јужне Украјине. Ово има тенденцију да генерише топла лета и хладне зиме са релативно малим количинама падавина. Снежне падавине нису уобичајене у граду, због ефекта урбаног загревања. Међутим, области које окружују град добијају више снега и путеви који воде ван града могу бити затворени због снега.
| Клима Криви Рог (1991–2020, екстреми 1948–данас)                 | Клима Криви Рог (1991–2020, екстреми 1948–данас) | Клима Криви Рог (1991–2020, екстреми 1948–данас) | Клима Криви Рог (1991–2020, екстреми 1948–данас) | Клима Криви Рог (1991–2020, екстреми 1948–данас) | Клима Криви Рог (1991–2020, екстреми 1948–данас) | Клима Криви Рог (1991–2020, екстреми 1948–данас) | Клима Криви Рог (1991–2020, екстреми 1948–данас) | Клима Криви Рог (1991–2020, екстреми 1948–данас) | Клима Криви Рог (1991–2020, екстреми 1948–данас) | Клима Криви Рог (1991–2020, екстреми 1948–данас) | Клима Криви Рог (1991–2020, екстреми 1948–данас) | Клима Криви Рог (1991–2020, екстреми 1948–данас) | Клима Криви Рог (1991–2020, екстреми 1948–данас) |
| Показатељ \ Месец                                                | .Јан.                                            | .Феб.                                            | .Мар.                                            | .Апр.                                            | .Мај.                                            | .Јун.                                            | .Јул.                                            | .Авг.                                            | .Сеп.                                            | .Окт.                                            | .Нов.                                            | .Дец.                                            | .Год.                                            |
| ---------------------------------------------------------------- | ------------------------------------------------ | ------------------------------------------------ | ------------------------------------------------ | ------------------------------------------------ | ------------------------------------------------ | ------------------------------------------------ | ------------------------------------------------ | ------------------------------------------------ | ------------------------------------------------ | ------------------------------------------------ | ------------------------------------------------ | ------------------------------------------------ | ------------------------------------------------ |
| Апсолутни максимум, °C (°F)                                      | 15,0 (59)                                        | 18,9 (66)                                        | 23,5 (74,3)                                      | 31,8 (89,2)                                      | 35,8 (96,4)                                      | 36,4 (97,5)                                      | 38,6 (101,5)                                     | 39,6 (103,3)                                     | 36,4 (97,5)                                      | 31,7 (89,1)                                      | 21,7 (71,1)                                      | 15,3 (59,5)                                      | 39,6 (103,3)                                     |
| Максимум, °C (°F)                                                | −0,7 (30,7)                                      | 1,0 (33,8)                                       | 7,2 (45)                                         | 15,9 (60,6)                                      | 22,2 (72)                                        | 26,2 (79,2)                                      | 28,7 (83,7)                                      | 28,4 (83,1)                                      | 22,2 (72)                                        | 14,5 (58,1)                                      | 6,3 (43,3)                                       | 1,1 (34)                                         | 14,4 (57,9)                                      |
| Просек, °C (°F)                                                  | −3,4 (25,9)                                      | −2,4 (27,7)                                      | 2,7 (36,9)                                       | 10,2 (50,4)                                      | 16,3 (61,3)                                      | 20,3 (68,5)                                      | 22,6 (72,7)                                      | 22,0 (71,6)                                      | 16,3 (61,3)                                      | 9,5 (49,1)                                       | 3,0 (37,4)                                       | −1,5 (29,3)                                      | 9,6 (49,3)                                       |
| Минимум, °C (°F)                                                 | −6,0 (21,2)                                      | −5,3 (22,5)                                      | −1,2 (29,8)                                      | 4,8 (40,6)                                       | 10,5 (50,9)                                      | 14,5 (58,1)                                      | 16,4 (61,5)                                      | 15,9 (60,6)                                      | 10,8 (51,4)                                      | 5,3 (41,5)                                       | 0,2 (32,4)                                       | −3,9 (25)                                        | 5,2 (41,4)                                       |
| Апсолутни минимум, °C (°F)                                       | −31,1 (−24)                                      | −27,3 (−17,1)                                    | −21,0 (−5,8)                                     | −8,9 (16)                                        | −2,6 (27,3)                                      | 2,8 (37)                                         | 7,3 (45,1)                                       | 2,8 (37)                                         | −3,7 (25,3)                                      | −10,0 (14)                                       | −18,1 (−0,6)                                     | −24,5 (−12,1)                                    | −31,1 (−24)                                      |
| Количина падавина, mm (in)                                       | 30 (1,18)                                        | 27 (1,06)                                        | 31 (1,22)                                        | 33 (1,3)                                         | 48 (1,89)                                        | 61 (2,4)                                         | 52 (2,05)                                        | 35 (1,38)                                        | 39 (1,54)                                        | 32 (1,26)                                        | 34 (1,34)                                        | 33 (1,3)                                         | 455 (17,91)                                      |
| Дани са кишом                                                    | 9                                                | 7                                                | 11                                               | 9                                                | 14                                               | 12                                               | 12                                               | 7                                                | 9                                                | 12                                               | 14                                               | 9                                                | 125                                              |
| Дани са снегом                                                   | 14                                               | 13                                               | 7                                                | 1                                                | 0                                                | 0                                                | 0                                                | 0                                                | 0                                                | 0,2                                              | 4                                                | 12                                               | 51                                               |
| Релативна влажност, %                                            | 86,8                                             | 84,2                                             | 79,0                                             | 66,0                                             | 62,0                                             | 66,8                                             | 64,0                                             | 61,4                                             | 67,8                                             | 76,2                                             | 86,2                                             | 87,9                                             | 74,0                                             |
| Извор #1: Pogoda.ru.net                                          |                                                  |                                                  |                                                  |                                                  |                                                  |                                                  |                                                  |                                                  |                                                  |                                                  |                                                  |                                                  |                                                  |
| Извор #2: Светска метеоролошка организација (влажност 1981–2010) |                                                  |                                                  |                                                  |                                                  |                                                  |                                                  |                                                  |                                                  |                                                  |                                                  |                                                  |                                                  |                                                  |

## Историја

### Етимологија
Град су у 18. веку основали Запорошки козаци. Криви́й Ріг на украјинском дословно значи Криви рог. Према локалном предању, град је основао кривоглави (украјински жаргон за једнооког) Козак по имену Ріг . Али, записи који датирају пре оснивања града односе се на истоимену област. Појављује се на основу облика копнене масе формиране ушћем реке Саксахан у Ингулец.

### Рана историја
Ингулечка Паланка (административна подела Запорошког Сича, државе Козака) основана је 1734. Списак села и зимских логора из тог времена помиње Криви Рог. Године 1770. је основан логор Запорошког Сича. Четири године касније Јохан Антон Гилденштад је посетио ово подручје и направио први преглед и научни опис.
Осмог маја 1775. године, након завршетка Руско-турског рата, руске власти су отвориле поштанску станицу и железничку пругу, повезујући ово насеље са Кременчугом, Кинбурншким предграђем и Очаковом, свим гарнизонима Царске руске армије. Станицу је чувало пет козака.
Криви Рог је још увек био село почетком 1800-их. Имао је три воденице, које су чиниле главну индустрију. Прве камене куће подигнуте су 1828. године. Село је постало варошица 1860. године.
Највиша зграда крајем 1800-их била је Централна синагога, коју је изградила напредна јеврејска заједница. Радили су као занатлије, размењивачи и трговци.

### Индустријски раст
Александар Пол, руски царски геолог, открио је и покренуо истраживање и производњу гвоздене руде у овој области. Он је заслужан за откривање Кривбаса. Ово је подстакло формирање рударског округа. Године 1874. Александар II је изградио железницу, дугу 505 километара. То је омогућило транспортно повезивање са најближим фабрикама и умногоме убрзало развој региона.
Године 1880, са 5 милиона франака капитала, Пол је основао Француско друштво криворошких руда. Године 1882. из површинских копова на периферији града 150 радника је извукло 16,4 хиљаде тона руде. Центар капитализма, овај регион је био највеће подручје вађења руде у Руском царству. Први рудник у басену почео је са радом 1886. године. Металургија, нова грана индустрије, настала је 1892. године, када је пуштена у рад прва висока пећ железаре Гданцивка. Убрзо је почео извоз руде у Шлеску.
Убрзо је основано пет школа. У граду је изграђена жичара. Градска индустрија привукла је нове људе у потрази за брзим профитом. Понуда ископане руде убрзо је премашила потражњу. Многи рудници су морали привремено да обуставе рад, а други су морали да смање своје раднике и производњу за више од половине. Радници су имали тешке услове, без социјалног осигурања или уговора. Услови животне средине у рудницима довели су до тога да оболе од рака плућа, туберкулозе и астме. Затварање је довело до тога да хиљаде људи остане без посла. Истовремено, радници су почели да развијају идеје о социјализму и демократији. Раднички немири су резултирали са неколико терористичких напада и штрајкова. Године 1905. било је и антијеврејских погрома и репресија, а млађи Јевреји су напустили ово подручје, већина одлазећи у Сједињене Државе.
- Александар Пол је детаљно проучавао руду гвожђа и доказао њену комерцијалну вредност.
- Каменолом руде 1899. године.
- Деонице компаније за рударство гвожђа Јолтаја Ријека, 1899.
- Поштанска улица око 1900. године.
- Друштво за узајамно кредитирање Кривог Рога.
- Мапа региона 1914.
- Деонице Minerais de Fer de Krivoї Rog

Први светски рат прекинуо је приступ извозним тржиштима, а многи радници су позвани у војску. Град је преживео војничке и радничке намеснике 1917. Совјетска власт је успостављена јануара 1918.
Доњецк-Кривојрошка Совјетска Република, основана 12. фебруара 1918, постала је самопроглашена република Руске СФСР и тражила је независност од Украјине. Дана 29. марта 1918. постала је република у саставу Украјине, али су је у потпуности окупирале немачке снаге у знак подршке Централној Ради. Распуштена је 20. марта 1918. када је проглашена независност Совјетске Украјине.
Отприлике у то време, статус Кривог Рога је промењен из општине у град. Основан је ујезд као део Јекатеринославске губерније. Обухватао је 30 волости. Крајем 1919. њиме је накратко владала Добровољачка војска.

### Совјетска ера
Црвена армија је 17. јануара 1920. коначно заузела Криви Рог. У граду је живело 22.571 становника. Град није имао систем пијаће воде све до 1924. године, када је систем дужине 55,3 км укопан под земљу. Заустављена су страна улагања, а рад рудника је оживео. Први рударски институт отворен је 1929. Основани су Медицински и педагошки институти. Године 1931. постављени су темељи металуршког комбината. Прва висока пећ металуршког комбината производила је челик три године касније. Град је брзо растао. У 2002. години имала је 160 индустријских предузећа и 947 радњи.

#### Нацистичка окупација
Током Другог светског рата, Криви Рог је био окупиран од стране Вермахта као део Рајхскомесаријата Украјине од 15. августа 1941. до 22. фебруара 1944. Од 20. септембра 1941. до августа 1944. Влада, фабрике и Институт Кривог Рога су евакуисани у Нижњи Тагил.
Немци су одмах почели да изграђују локалну власт, постављајући руководиоце, жандармерију и полицијске снаге. Украјински народноослободилачки покрет у Кривој Рогу организовале су марш групе ОУН-а. Нацисти су спровели етничко чишћење углавном јеврејских становника, у холокаусту великих размера. Дана 13. октобра 1941. нацисти су погубили 700 људи. Од октобра 1941. до априла 1942. нацисти су убили 6.293 особе, а у августу 1943. године – 13 људи. Укупно је убијено 5.000 Јевреја и 800 ратних заробљеника из оближњег логора. Хиљаде Јевреја побегло је из тог подручја на истоку пре него што су Немци стигли у град.
Хитлер је више пута наглашавао пресудну важност ове области Никопољски манган је од толиког значаја, не може се изразити речима. Губитак Никопоља (на реци Дњепар, југозападно од Запорожја) значио би крај рата.  Немачки мостобран на левој обали Дњепра дао је немачкој команди базу како би обновила копнену везу са својим снагама опкољеним на Криму. Током прве половине јануара, совјетске трупе су више пута покушавале да елиминишу непријатељску групу Никопољ-Криви Рог, али због чврстог отпора немачких трупа нису постигле успех. Немачка војска у бекству је скоро потпуно уништила Криви Рог током офанзиве Никопољ-Криви Рог.
- АЕГ-ова електрана изграђена 1930.
- Војници Вермахта делују са 10,5 цм леФХ 18. Улица Свободи, 1942.
- Војници хапсе људе, 1942.
- Рудари и пионири позирају испред заставе Кривог Рога. 1952. године.
- Димитрова улица, као и многе у центру града, оивичена је десетинама стаљинистичких зграда.
- Градска кућа подигнута је у години двестогодишњице града.
- Црква Рођења Пресвете Богородице, 1886, обновљена 2000-их.[39]

### После Другог светског рата и постсовјетског периода
После рата људи су живели међу рушевинама док су обнављали стамбени фонд. Несташица стамбеног простора надокнађена је иновативним технолошким решењима и брзо су изграђене привремене бараке и куће. Две главне врсте јефтиних нових материјала коришћене су годинама касније.
Крајем 1940-их, иницијативе попут стахановског покрета стимулисале су обнову: Хрушчовке, нови рудници, фабрике ципела и вуне, Централна фабрика за обогаћивање гвоздене руде, Северна фабрика за обогаћивање гвоздене руде и изградња Градског циркуса. Тролејбуси у Кривом Рогу су пуштени у саобраћај 1957. године,
Аеродром Криви Рих је постао међународни. До 1990. Кривбас је производио 42% руде Совјетског Савеза и 80% украјинске руде.
Од касног 20. века, велики делови града који датирају из 1960-их су или срушени и поново уређени или модернизовани коришћењем бетона и челика. Стари станови су преуређени у модерне станове. Од тада је развијено девет микрообласти са 17-спратним и 9-спратним зградама.
ТВ торањ Кривог Рога је 185 метара висок, цеваст челични јарбол са преградама, изграђен 1960. године. Има три пречке на два нивоа. Све три пречке су опремљене пролазима који носе додатне мање антене.
Град је обновљен са широким авенијама оивиченим широким тротоарима. Трамвајске линије пролазе центром главних улица. Тротоари су обрубљени са неколико редова градског дрвећа, попут липе и дивљег кестена. Многи људи живе у стамбеним зградама од 5 до 9 спратова које су изграђене око великих унутрашњих дворишта. Многа дворишта су такође засађена дрвећем, што даје утисак да се град налази у парку.
Проглашење независности Украјине 1991. године праћено је радикалним променама у свим сферама градског живота
. Деведесетих година прошлог века град је био познат по криминалу (углавном организоване банде из суседства које су вршиле рације у другим квартовима), али су пљачке сузбијене. Инвестиције су уследиле након приватизације Криворижстала 2005. од стране Арселор Митала, а додатно их је помогао Метинвест.
Центар града Кривог Рога је прошао кроз опсежну обнову. Град има један од највећих цветних сатова у Европи. Нови и реновирани комплекси као што су Аучан и Унион постали су популарне дестинације за куповину и забаву. Криви Рог је рангиран међу 30 најудобнијих градова за живот у Украјини.
Криви Рог је до 18. јула 2020. године био укључен као град од обласног значаја и центар општине Криви Рог. Такође је служио као административни центар округа Криви Рог, иако није припадао округу. Општина је укинута након административне поделе у јулу 2020. у оквиру административне реформе Украјине, којом је број округа Дњепропетровске области смањен на седам. Подручје општине Криви Рог спојено је у Кривијски округ.

## Демографија
Историјски гледано, становништво Кривог Рога почело је нагло да расте током међуратног периода, достигавши врхунац од 197 хиљада 1939. године. Од тада је становништво почело нагло да се смањује. Стигли су страни радници, а градско веће Кривог Рога после Другог светског рата повећало је изградњу социјалних стамбених насеља, као што су Сотсгород и Соњачни.
Процена становништва Кривог Рога за 2014. била је 654.900 (8. град у Украјини). Ово је смањење од 4.348 у односу на процену из 2013. Од 2001. године становништво је порасло за 48.001. У 2013. умрли су премашили рођене за 3.589. Стопа нето миграције је 234 (негативна).
Према Високом комесаријату ОУН-а за избеглице и градском већу, 7.000 људи побегло је у Криви Рог из Доњецка и Луганска од почетка рата на истоку Украјине, 2014. године, не укључујући оне који се нису регистровали као азиланти.
Криви Рог је историјски имао већинско хришћанско становништво. Има бројне цркве, посебно у центру града. Познати катедрала Преображења Господњег у Саксаханском округу је православни административни центар, а овде је главна резиденција епископа криворошке епархије. У граду постоји школа иконописа. Заштитник града је Свети Никола, као и епископи Онуфрије и Порфирије.
Ово је дуго био центар јеврејске популације. Његова централна синагога је била највиша зграда у граду крајем 19. века. Овде живи већина Јевреја у региону, а значајна јеврејска заједница је поново успостављена. Синагога Бајс Штерн Штулман отворена је 2010. године у центру града. Почетком двадесетог века, град је имао две синагоге, смештене у улици Каунас. Као део Харковско-Запорошке римокатоличке бискупије, град има цркву посвећену Богородици. Криви Рог је такође дом евангелистичких хришћана, ЦЕФ-а и ведских заједница.
Што се тиче националног састава, не постоји званична статистика. Јевреји су чинили најбројнију етничку мањину. Данас их има 15.000, а следе Руси и Јермени.
Велике групе имиграната укључују људе из Кореје, Пољске, Молдавије и Азербејџана, као и Асирце и Роме. Бројни афрички студенти долазе у град да похађају локалне универзитете. Централни град и Довхунцевскиј рејон су центри становништва етничких мањина.
Метрополитанска област Кривог Рога (КМР) је имала преко 1.010.000 становника 2010. Поред Кривог Рога, КМР (у ствари) обухвата далеко више од пет округа и бројне територије у централним и јужним деловима Украјине. КМР је шести по величини у Украјини.

## Влада
| 1. Терни 2. Жовтневи 3. Саксахан 4. Централни град 5. Довхунцевски 6. Џержински 7. Ингулецки рејон |

Градом Кривим Рогом управља Градско веће Кривог Рога. то је градска општина која је одређена као посебан округ у оквиру своје области.
Административно, град је подељен на „рејоне“ („округе“). Тренутно постоји 7 рејона: Џержински, Централни град, Терни, Саксахан, Ингулец, Жовтневи и Довхунцевски. Мали градови, Аванхард, Хорнијацке, Терновати Кут, Коломојицево и Новојивановка су додати граду.
Првобитно Ингулечки повит Новоросијске губерније основан је на земљишту Ингулечке Паланке 1775. године након уништења Запорошког Сича. Током 1775/1776 био је део Херсонске губерније. Године 1783. центар повита је постао Криви Рог, а преименован је у Кривички повит. Године 1860. Криви Рог је добио статус града у Херсонској губернији. Године 1919. општина је добила статус града у Јекатеринославској губернији а касније у Дњепропетровској области. Као резултат административне реформе 1923. године, повит Кривог Рога претворен је у округ Кривог Рога, који је 1930. постао независна административна јединица Украјине.
Криви Рог има три једномандатане парламентарне изборне јединице у потпуности унутар града, преко којих се бирају посланици који представљају град у украјинском националном парламенту. На украјинским парламентарним изборима 2014. победили су Блок Петра Порошенка и независни кандидати са представницима Јурија Павлова, Андрија Халченка и Константина Усова. У вишечланим окрузима град је гласао за Опозициони блок, савез свих политичких снага које нису подржале Евромајдан.  На украјинским парламентарним изборима 2019. сви локални посланици су представљали Слугу народа, странку украјинског председника Владимира Зеленског који је родом из Кривог Рога.
Последњих деценија, Криви Рог је генерално подржавао кандидате који припадају Партији региона и (1990-их) Комунистичкој партији Украјине на националним и локалним изборима. Иста ситуација је била и са председничким изборима, снажну подршку су имали Леонид Кучма и Виктор Јанукович. После догађаја Евромајдана, 2014, масовних демонстрација и сукоба у центру града, Партија региона је изгубила утицај, а Криви Рог је подржао Петра Порошенка.

## Култура
Криви Рог има напредну позоришну, циркуску и плесну сцену и дом је бројних великих места за извођење. Прво позориште био је Колосеум, изграђен 1908. године. Ново позориште Визенберх и Хрушевски изграђено је 1911. године, на углу улица Лењина и Калиниченко. Кривбаско позориште је почело са радом 1931. године, а три године касније припојено је позоришту Шевченко. Ту су и Позориште лутака и Позориште покрета.
Криви Рог је познат као родно место Евгеније Гершој. Емигрирала је у Сједињене Државе са породицом 1903. године и тамо је постала амерички вајар и акварелиста. Њени радови се налазе у колекцијама Музеја америчке уметности Витни, Метрополитенског музеја уметности, и Музеја америчке уметности Смитсонијан. Њени радови се држе на Универзитету у Сиракузи. Инди бенд Brunettes Shoot Blondes, фолк музичар Едуард Драч, глумица Хелена Маковска и играч Владимир Малахов такође потичу из Кривог Рога.
Прве филмске пројекције одржане су у граду почетком 1920-их. Године 1934. изграђен је биоскоп Лењин. Данас постоје три биоскопа: Олимп, Одеса и Мултиплекс. Циркус Кривог Рога има велики изложбени простор где се одржавају сајмови. Совјетско наслеђе су Палате културе у сваком делу града.
Локални историјски музеј слави козачку историју, индустријско наслеђе овог подручја и његову улогу у совјетској држави. У уметничкој галерији у власништву општине налази се збирка локалног сликарства.
Ноћни живот града значајно се проширио од 2000-их. Велики клубови као што су Холивуд и Скај, привукли су ди-џејеве, поп и реп извођаче. Још једна значајна сцена града је Палата омладине и студената Кривијског националног универзитета (КНУ). Најпопуларнији ресторан брзе хране, Мекдоналдс, налази се у 95. блоку.
Украјинска кухиња се меша са низом јеврејских и популарних америчких јела: бејгла, торти са сиром, хот догова, шварми и пица. Јапанска кухиња и други азијски ресторани, наргиле, сендвичи, траторије и кафићи постали су свеприсутни. Међу познатим локалима су и City Pub и Prado Cafe. У граду се одржава годишњи фестивал електронске музике Turbofly. Рок бендови, представљају традицију у Украјини, важни су део живота града и редовно наступају у неколико малих пабова.

## Знаменитости
Зграде Кривог Рога приказују различите архитектонске стилове, од еклектицизма до савремене архитектуре. Широка распрострањеност зграда од црвене цигле и блокова карактерише град. Велики део архитектуре у граду изграђен је током његових просперитетних дана као рударског центра. Непосредно изван непосредног центра града налази се велики број бивших фабрика. Неке су потпуно уништене, другима је очајнички потребна рестаурација.
Стаљинистичка архитектура је била доминантан стил послератних зграда, са 5 до 7 спратова. Градска кућа је најбољи пример Уредбе о ликвидацији ексцеса. Хрушчовка је тип јефтине, бетонске или циглене стамбене зграде од три до пет спратова која је развијена у СССР-у током раних 1960-их. Име је добила по Никити Хрушчову, тадашњем премијеру совјетске владе. И даље у граду стоје на десетине ових застарелих зграда. У граду постоји шест микро округа.
Град има много хришћанских цркава, од којих је најистакнутија Катедрала Преображења Господњег Украјинске православне цркве. То је база Криворошке епархије, која је основана 27. јула 1996. године. Римокатоличка капела се налази у старом делу града. Црква Покрова, Михајловска црква и Божићна црква су уништене 1930-их током Велике чистке, и више никада нису биле коришћене као цркве.
У Кривом Рогу јеврејска заједница је изградила нову, велику синагогу, која је отворена 2010.
У великим парковима се налазе многи јавни споменици Кривог Рога. Постоје бројни споменици у стилу социјалистичког реализма постављени у совјетским годинама у част Козака, Александра Пола, Тараса Шевченка (2), Богдана Хмељницког (3, од 1954), Василија Мергелова, Александра Пушкина, Фјодора Сергејева, Михаила Љермонтова, и Максима Горког. Неколико Лењинових споменика је уништено током догађаја на евромајдану 2014. године. Подигнуто је на десетине кенотафа и спомен обележја борцима из Другог светског рата. Сухој Су-15 је изложен у близини Клуба авијатичара, Јак-40 на Националном универзитету ваздухопловства, на тргу Визволенија стоји тенк ИС3. Руска локомотива класе Јe постављена у близини железничке станице.
- Ботаничка башта у Кривом Рогу
- Позориште Шевченко
- Централни уметнички трг
- Пушкинов парк прекривен снегом

Криви Рог има неколико заштићених споменика природе: стара крушка код Карнаватке, друга крушка из 1789, пејзажни резерват Визирка, северни и јужни црвени гребени, амфиболит, аркозе и скелевски излази, стене мопра, стене од шкриљаца, стене пешчара. Парк назван по листу Правда је веома познат по својој емпирској станици за чамце. Ботаничка башта Кривог Рога Националне академије наука Украјине (НАС) основана је 1980. године.

## Образовање
Главни Криворошки национални универзитет је првобитно формиран као колеџ и рударски институт 1929. године. Статус универзитета је стекао 1982. Криворошки педагошки институт основан је 1930. године као Завод за стручно усавршавање, најстарија је педагошка установа у Кривом Рогу, реорганизована. Педагошки институт. Кабинет Украјине је 2011. године основао криворошки Национални универзитет обједињавајући Рударски институт, Педагошки универзитет, Економски институт Кијевског националног економског универзитета и Одсек Националне металуршке академије Украјине.
Остале институције су локално одељење Дњепропетровског државног универзитета унутрашњих послова, кампуси Запорошког националног универзитета, Правна академија Националног универзитета у Одеси и Међурегионална академија за управљање персоналом, колеџ Националног универзитета ваздухопловства.
Године 2014. доњецки Национални универзитет економије и трговине Туган-Барановски је евакуисан у Кривом Рогу након дугог рата у Донбасу. Његова будућност је неизвесна.
Према Френсис Кернкрос (у априлу 2010) " Постоји превише малих универзитета, од којих је већина неефикасно вођена и заглибљена у корупцији. Они нису у стању да издрже постојеће глобалне изазове." Према Андерсу Аслунду (октобар 2012) квалитет докторског образовања је лош, посебно у области обуке менаџмента, економије, права и језика. Такође је наговестио да је највећи проблем у украјинском образовном систему корупција.
У Кривом Рогу постоји 149 општих средњих школа и 150 обданишта и вртића. Поред тога, постоје и вечерње школе за одрасле, музичке, уметничке, спортске и специјалистичке техничке школе.

## Економија
У 2020. удео Кривог Рога у националном БДП-у Украјине процењен је на око 7%. Средином 2014. Криви Рих је имао ИПИ од 41,6 милијарди фунти (око 3 милијарде долара) уз раст од 17,9%. Извоз је достигао 2,520 милиона долара (пад од 4,9%), увоз 276 милиона долара. Град је добио 4,899 милиона долара страних инвестиција, углавном из Немачке, Кипра, Холандије и Уједињеног Краљевства.
Званична незапосленост током 2014. у просеку износила је 0,63%. Просечна плата је 4,022 ₴ (266 долара, 19,4% више од просечне плате у Украјини).
Прерађивачка и рударска индустрија - два највећа сектора Кривог Рога. Фракција мировања је око 50%. Град има преко 53 фабрике, рудника и фабрике. Арселор Митал Криви Рог, у власништву Арселор Митала од 2005. године, највећа је приватна компанија по приходу у Украјини, која производи преко 7 милиона тона сировог челика и ископа преко 17 милиона тона руде гвожђа. Од 2011. године компанија је запошљавала око 37 000 људи. Други гиганти града су рударска компанија Евраз и Хајделберг Цемент.

## Транспорт
Локални јавни превоз у Кривом Рогу укључује Метротрам (метро), аутобусе и минибусеве, тролејбусе који су у функцији од 1957. године, систем тренутно обухвата 23 руте), трамваје (једна од највећих светских трамвајских мрежа, која функционише на 105,8 километара укупне трасе. Од 2014. године састављен је од 13 линија) и таксије.
Метротрам Кривиј Рих у јавном власништву и којим управља најбржа је, најповољнија и приступачна мрежа која покрива већину, али не све, града. Метротрам се континуирано шири према границама града како би задовољио растућу потражњу, тренутно има две линије укупне дужине 18,7 km (11,6 mi) и 11 станица. Упркос својој ознаци као "метро трамвај" и употреби трамвајских вагона као возног парка, метротрам из Кривог Рога је комплетан систем брзог транзита са затвореним станицама и пругама одвојеним и од путева и од градских конвенционалних трамвајских линија. Градски јавни превоз опслуживао је 66 милиона људи у првој половини 2014. године.
- Четврт 95
- Метротрам
- Станица Проспект Металурхив метротрама Кривог Рога отворена је 1989
- Тролејбус у Кривом Рогу
- Приградски воз на главној станици Криви Рог. Градске железнице имају дугу историју.

Дана 1. маја 2021. Криви Рог је постао први град у Украјини који је увео бесплатно путовање у јавном превозу за своје грађане. Да не би плаћали општински превоз, потребно је показати посебну електронску "Криворошку Картицу".
Историјски трамвајски систем, некада добро одржаван и широко коришћен начин транспорта, сада се постепено укида у корист аутобуса и тролејбуса.
Такси тржиште је експанзивно, али није регулисано. Конкретно, цена такси превоза по километру није регулисана. Међу приватним такси компанијама је жестока конкуренција.
Међународни аеродром Криви Рог је аеродром који опслужује град. Налази се 17,5 km (10,9 mi) северозападно од центра Кривог Рога.

## Спорт
ФК Горњак Криви Рог је фудбалски клуб са седиштем на стадиону Горњак, а тренутно се такмичи у Првој лиги Украјине. Део је спортског клуба Горњак који има неколико других секција. Власник клуба је Комбинат гвоздене руде Кривог Рога (КЗРК), највеће јавно предузеће за подземно рударство у Украјини.
Криви Рог је такође имао још један фудбалски тим, ФК Кривбас Криви Рог. Тим је основан као ФК Криви Рог 1959. Следеће године је био део републичког спортског друштва Авангард. После неколико година, променио је име у Горњак, пре него што је добио садашње име 1966. Кривбас је дебитовао у украјинској премијер лиги у сезони 1992/93. Били су у највишој лиги од свог дебија, са најбољим пласманом на трећем месту у сезонама 1998/99. и 1999/00. На крају сезоне 2012/13. тим је завршио на 7. месту, међутим, због финансијских потешкоћа клуб је прогласио банкрот у јуну 2013.
ФК Кривбас-2 Криви Рог је био резервни тим Кривбаса. Године 1998. клуб је ушао у професионалне лиге када се такмичио у Другој лиги.
КК Кривбас је професионални кошаркашки клуб. Највећи успеси тима су освајање Украјинске кошаркашке лиге 2009. и освајање Више лиге 2003. и 2004. Од 2010. тим наступа у Суперлиги Украјине.
Град је такође родно место украјинских тенисерки Валерије, Аљоне и Катерине Бондаренко.

## Партнерски градови
Криви Рог је град побратим са следећим градовима:
- Рустави, Грузија
- Жодзина, Белорусија
- Хандан, Кина
- Кошице, Словачка
- Лублин, Пољска
- Мишколц, Мађарска